# Batalla de Sant Quintí (1871)
La batalla de Saint-Quentin tingué lloc el 19 de gener de 1871, durant la Guerra Franco-prussiana. S'acabà amb una victòria prussiana, que obligà als francesos a aguantar el setge de París.

## La Batalla
Mentre els exèrcits prussians de Guillem I de Prússia assetjaven París, el 1r Exèrcit prussià, sota les ordres de Von Goeben va ser enviat per ocupar-se de les forces franceses al nord de París. Després d'una primera temptativa de posar fi al setge de París, i un primer fracàs, durant la batalla de Bapaume, els francesos volien fer una segona temptativa.
Von Goeben va caminar cap al Nord amb el seu exèrcit i va trobar l'exèrcit francès del general Faidherbe a prop de Saint-Quentin. El 19 de gener, els Prussians van atacar les forces franceses. El mateix dia, el general Trochu va intentar una sortida de París, però va patir un revés en el moment de la batalla de Buzenval, als afores de l'oest de París, prop de Saint-Cloud.
Va ser l'última temptativa per posar fi al setge de París.